# Đá Ba Kè
Đá Ba Kè hay bãi Ba Kè (tiếng Anh: Bombay Castle; tiếng Trung: 蓬勃堡; bính âm: Péngbóbǎo, Hán-Việt: Bồng Bột Bảo) là một rạn san hô thuộc bãi Vũng Mây, phía nam Biển Đông. Tại đây Việt Nam cho xây dựng cấu trúc thép gọi là nhà giàn DK1, đồng thời duy trì một hải đăng.

## Địa lý
Đá Ba Kè là rạn san hô nằm ở đầu mút phía bắc vành san hô của bãi Vũng Mây, cách Vũng Tàu khoảng 579 km về phía đông nam. Đây là bãi cạn nhất trong bãi Vũng Mây, có độ sâu 3,2m. Trên bản đồ hàng hải quốc tế, đá Ba Kè được đặt tên là Bombay Castle theo tên một con tàu của Công ty Đông Ấn Anh.

## Nhà giàn
Tại bãi Đất, bãi Kim Phụng và bãi Đinh (đều thuộc bãi Vũng Mây), Việt Nam dựng lên ba cấu trúc thép có tên là nhà giàn DK1. "DK" là chữ cái đầu viết tắt của cụm từ "Dịch vụ - Khoa học kỹ thuật", còn chữ số "1" là để chỉ những nhà giàn ở vòng ngoài cùng, xa nhất so với đất liền. Mặc dù nằm tại các bãi cạn khác nhau nhưng các nhà giàn đều được gọi là nhà giàn Ba Kè. Hiện các nhà giàn này do Lữ đoàn 171 thuộc Bộ Tư lệnh Vùng 2 Hải quân Việt Nam đóng giữ.
- Nhà giàn DK1/9 (tức nhà giàn Ba Kè B hay Ba Kè 2): hoàn thành ngày 22 tháng 8 năm 1993, cách đá Ba Kè 10 km về phía Nam;
- Nhà giàn DK1/20 (tức nhà giàn Ba Kè C hay Ba Kè 3): hoàn thành ngày 13 tháng 8 năm 1998, nằm ở bãi Kim Phụng.
- Nhà giàn DK1/21 (tức nhà giàn Ba Kè D hay Ba Kè 4): hoàn thành ngày 19 tháng 8 năm 1998, nằm ở bãi Đinh.

## Hải đăng
Hải đăng đá Ba Kè có chiều cao tháp đèn 22,5 m, có tầm hiệu lực ban ngày là 10 hải lý, ban đêm là 12 hải lý. Ánh sáng trắng, chớp nhóm 3+1, chu kỳ 12 giây. Số Admiralty là F2825.19.
Ngoài ra, còn có hai hải đăng khác đặt tại hai nhà giàn còn lại, đều có chiều cao tháp đèn 22 m, ánh sáng trắng, chưa rõ đặc tính ánh sáng. Số Admiralty là F2825.191 và F2825.1911.

## Các yêu sách
Việt Nam tuyên bố bãi Vũng Mây [trong đó có đá Ba Kè] nằm trên thềm lục địa phía nam, không thuộc quần đảo Trường Sa và bác bỏ sự gán ghép bãi này vào quần đảo Trường Sa. Đài Loan và Trung Quốc quan niệm bãi này thuộc quần đảo Nam Sa, còn Brunei đòi hỏi bãi Vũng Mây theo luận điểm bãi này thuộc thềm lục địa mở rộng của họ.